# 小行星3186
小行星3186（3186 Manuilova）是一颗围绕太阳公转的小行星。1973年9月22日，尼古拉·切爾尼赫在克里米亚发现了此天体。
該小行星以蘇聯雕刻家奧爾加·馬努伊洛瓦命名。
这颗小行星的绝对星等为205.78593等。